# سه رنگ فانتزی
سه رنگ فانتزی (کره‌ای: 세가지 색 판타지؛ انگلیسی: Three Color Fantasy) یک درام سه‌گانه سه رنگ محصول کره جنوبی تولیدشده توسط ام‌بی‌سی و ناور که شامل سه مینی‌سریال ستاره گیتی (سفید)، عشقی سرشار از زندگی (سبز) و ملکه حلقه (طلایی) است. این سه درام از ۲۴ ژانویه ۲۰۱۷ در ناور تی‌وی کست، سه‌شنبه‌ها ساعت ۰۰:۰۰ (کی‌اس‌تی) و از ۲۶ ژانویه ۲۰۱۷ در ام‌بی‌سی پنجشنبه‌ها ساعت ۲۳:۱۰ (کی‌اس‌تی) پخش شد.

## قسمت‌ها
| رنگ   | عنوان               | زمان پخش                                                              | بازیگران اصلی          |
| ----- | ------------------- | --------------------------------------------------------------------- | ---------------------- |
| سفید  | ستاره گیتی          | - ۲۴ ژانویه – ۷ فوریه ۲۰۱۷ (ناور) - ۲۶ ژانویه – ۹ فوریه ۲۰۱۷ (ام‌بی‌سی) | سوهو جی وو             |
| سبز   | عشقی سرشار از زندگی | - ۱۴–۲۸ فوریه ۲۰۱۷ (ناور) - ۱۶ فوریه – ۲ مارس ۲۰۱۷ (ام‌بی‌سی)           | یون شی یون چو سو هیانگ |
| طلایی | ملکه حلقه           | - ۷–۲۱ مارس ۲۰۱۷ (ناور) - ۹–۲۳ مارس ۲۰۱۷ (ام‌بی‌سی)                     | کیم سول گی آن هیو سوپ  |